# Balometer
Ein Balometer ist ein Volumenstrommessgerät für Luftströmungen. Es besteht aus einem Anemometer das in einen, in der Regel aus Kunststoff hergestellten, Trichtergrundkörper integriert ist und aus einer aufgesetzten Stoffhaube zum Einfangen der Strömung. Es dient der Messung des durchströmenden Gasvolumens pro Zeitspanne und wird beispielsweise zum Testen und Einstellen von Lüftungsanlagen verwendet. Der Begriff Balometer ist eingetragener Markenname der Fa. ALNOR, die bereits 1983 diesen Begriff im US-amerikanischen Raum als Marke schützen ließ.
Dieses Messgerät erfasst nicht direkt den Volumenstrom, da das integrierte Anemometer nur die Strömungsgeschwindigkeit der Luft misst. Durch Multiplikation mit der bekannten Querschnittsfläche kann daraus der entsprechenden Volumenstrom berechnet werden.